# Колледж Тауншип (округ Сентер, Пенсільванія)
Колледж Тауншип (англ. College Township) — селище (англ. township) в США, в окрузі Сентр штату Пенсільванія. Населення — 10 762 особи (2020).

## Демографія
Згідно з переписом 2010 року, у селищі мешкала 9521 особа в 3654 домогосподарствах у складі 2278 родин. Було 3907 помешкань
Расовий склад населення:
| - 91,6 % — білих - 3,4 % — азіатів - 2,4 % — чорних або афроамериканців - 0,2 % — корінних американців - 0,1 % — вихідців з тихоокеанських островів |

До двох чи більше рас належало 1,7 %. Частка іспаномовних становила 2,4 % від усіх жителів.
За віковим діапазоном населення розподілялося таким чином: 18,3 % — особи молодші 18 років, 65,6 % — особи у віці 18—64 років, 16,1 % — особи у віці 65 років та старші. Медіана віку мешканця становила 38,7 року. На 100 осіб жіночої статі у селищі припадало 96,8 чоловіків;  на 100 жінок у віці від 18 років та старших — 96,0 чоловіків також старших 18 років.
Середній дохід на одне домашнє господарство  становив 97 338 доларів США (медіана — 81 179), а середній дохід на одну сім'ю — 120 982 долари (медіана — 102 163). Медіана доходів становила 72 888 доларів для чоловіків та 53 105 доларів для жінок. За межею бідності перебувало 4,0 % осіб, у тому числі 4,2 % дітей у віці до 18 років та 3,9 % осіб у віці 65 років та старших.
Цивільне працевлаштоване населення становило 4954 особи. Основні галузі зайнятості: освіта, охорона здоров'я та соціальна допомога — 44,7 %, мистецтво, розваги та відпочинок — 10,6 %, роздрібна торгівля — 9,3 %.